# 다용도실
다용도실(多用途室)은 가정에서 일상적으로 사용하지 않는 기계 장비들을 보관하는 방이며, 실용적이고 다양한 용도로 사용할 수 있도록 설계되어 각종 기능적 속성을 지닌 기계 장비들이 보관된다. 주로 세탁실 내지는 부엌 관련 용무를 도맡는 용도로 이용되며, 때로는 기계실의 대용으로 사용되기도 한다.

## 같이 보기
- 세탁실
- 기계실
- 부엌